# Basketball-Bundesliga 1972-1973
La Basketball-Bundesliga 1972-1973 è stata la 7ª edizione del massimo campionato tedesco occidentale di pallacanestro maschile. La vittoria finale è stata ad appannaggio dell'USC Heidelberg.

## Risultati

### Stagione regolare

#### Gruppe Nord
|    | Squadra                 | G  | V | N | P | PF   | PS   | Pt. | Qualificazione |
| -- | ----------------------- | -- | - | - | - | ---- | ---- | --- | -------------- |
| 1. | SSV Hagen               | 14 |   |   |   | 1269 | 987  | 26  | girone finale  |
| 2. | VfL Osnabrück           | 14 |   |   |   | 1260 | 1026 | 22  | girone finale  |
| 3. | TuS 04 Leverkusen       | 14 |   |   |   | 1217 | 948  | 19  | girone finale  |
| 4. | MTV Wolfenbüttel        | 14 |   |   |   | 1080 | 1957 | 16  | girone finale  |
| 5. | Amburgo TB              | 14 |   |   |   | 1067 | 1120 | 15  |                |
| 6. | Berliner SV 1892        | 14 |   |   |   | 977  | 1101 | 10  |                |
| 7. | TSV Hagen 1860          | 14 |   |   |   | 945  | 1274 | 4   | retrocesse     |
| 8. | Neuköllner Sportfreunde | 14 |   |   |   | 967  | 1369 | 0   | retrocesse     |

#### Gruppe Süd
|    | Squadra          | G  | V | N | P | PF   | PS   | Pt. | Qualificazione |
| -- | ---------------- | -- | - | - | - | ---- | ---- | --- | -------------- |
| 1. | MTV 1846 Gießen  | 14 |   |   |   | 1369 | 1002 | 28  | girone finale  |
| 2. | USC Monaco       | 14 |   |   |   | 1098 | 1010 | 20  | girone finale  |
| 3. | USC Heidelberg   | 14 |   |   |   | 1068 | 998  | 18  | girone finale  |
| 4. | 1. FC 01 Bamberg | 14 |   |   |   | 1075 | 1034 | 16  | girone finale  |
| 5. | Bayern Monaco    | 14 |   |   |   | 997  | 1043 | 12  |                |
| 6. | USC Magonza      | 14 |   |   |   | 1015 | 1125 | 8   |                |
| 7. | Möhringen        | 14 |   |   |   | 1046 | 1161 | 5   | retrocesse     |
| 8. | TSV Nördlingen   | 14 |   |   |   | 928  | 1223 | 5   | retrocesse     |

### Gironi finali

#### Gruppe A
|    | Squadra          | G | V | N | P | PF  | PS  | Pt. | Qualificazione |
| -- | ---------------- | - | - | - | - | --- | --- | --- | -------------- |
| 1. | MTV 1846 Gießen  | 6 |   |   |   | 538 | 449 | 10  | playoffs       |
| 2. | USC Heidelberg   | 6 |   |   |   | 520 | 487 | 10  | playoffs       |
| 3. | VfL Osnabrück    | 6 |   |   |   | 500 | 520 | 4   |                |
| 4. | MTV Wolfenbüttel | 6 |   |   |   | 400 | 502 | 0   |                |

#### Gruppe B
|    | Squadra           | G | V | N | P | PF  | PS  | Pt. | Qualificazione |
| -- | ----------------- | - | - | - | - | --- | --- | --- | -------------- |
| 1. | TuS 04 Leverkusen | 6 |   |   |   | 462 | 447 | 6   | playoffs       |
| 2. | 1. FC 01 Bamberg  | 6 |   |   |   | 464 | 458 | 6   | playoffs       |
| 3. | USC Monaco        | 6 |   |   |   | 432 | 432 | 6   |                |
| 4. | SSV Hagen         | 6 |   |   |   | 467 | 488 | 6   |                |

## Playoff
|  | Semifinali | Semifinali       | Semifinali |            |            | Finale     | Finale | Finale |  |
|  |            |                  |            |            |            |            |        |        |  |
|  | B2         | 1. FC 01 Bamberg | 0          |            |            |            |        |        |  |
|  | B2         | 1. FC 01 Bamberg | 0          |            |            |            |        |        |  |
|  | A1         | MTV Gießen       | 2          |            |            |            |        |        |  |
|  | A1         | MTV Gießen       | 2          |            | MTV Gießen | MTV Gießen | 0      |        |  |
|  |            |                  |            |            | MTV Gießen | MTV Gießen | 0      |        |  |
|  |            |                  | Heidelberg | Heidelberg | 2          |            |        |        |  |
|  | A2         | Heidelberg       | Heidelberg | Heidelberg | 2          | 2          |        |        |  |
|  | A2         | Heidelberg       |            |            |            |            |        |        |  |
|  | B1         | Bayer Leverkusen | 0          |            |            |            |        |        |  |

| Basketball-Bundesliga 1972-1973 |
| ------------------------------- |
| USC Heidelberg 8º titolo        |

## Formazione vincitrice
| N° | Naz.                      | Ruolo | Sportivo            |  | Alt. |  |
| -- | ------------------------- | ----- | ------------------- |  | ---- |  |
| 5  | Germania Ovest (bandiera) | A     | Hilar Geze          |  |      |  |
| 7  | Germania Ovest (bandiera) | C     | Christoph Staiger   |  |      |  |
| 8  | Stati Uniti (bandiera)    | A     | George Weston       |  |      |  |
| 9  | Germania Ovest (bandiera) | C     | Dietrich Keller     |  | 208  |  |
| 10 | Germania Ovest (bandiera) | A     | Friedhelm Berres    |  |      |  |
| 12 | Germania Ovest (bandiera) |       | Wolfgang Lachenauer |  |      |  |
| 14 | Germania Ovest (bandiera) | A     | Armin Zimmermann    |  |      |  |
| 15 | Germania Ovest (bandiera) |       | Hans Riefling       |  |      |  |
|    | Germania Ovest (bandiera) |       | Detlef Schöpf       |  |      |  |
|    | Germania Ovest (bandiera) |       | Horst Herrmann      |  |      |  |
|    | Germania Ovest (bandiera) | A     | Walter Wieland      |  |      |  |
|    | Germania Ovest (bandiera) |       | Walter Fuchs        |  |      |  |
|    | Stati Uniti (bandiera)    | All.  | Dick Stewart        |  |      |  |